# 國道25號
國道25號（日语：／ Kokudō nijūgo-gō）是日本三重縣四日市市至大阪府大阪市北區的一般國道。經過三重縣與奈良縣主要部份、是近畿地方東西連結幹線之一。

## 概要
- 起點：三重縣四日市市（大里町交點＝國道23號交點）
- 終點：大阪府大阪市北區（梅田新道交點＝國道1號・國道2號交點）
- 主要經由地：三重縣龜山市、伊賀市、奈良縣天理市
- 指定區間：全線。名阪國道並走的以下區間除外。
  - 三重縣龜山市關町新所（新所町交點） - 伊賀市（八幡交點） - 奈良縣天理市川原城町（川原城町交點）

## 歷史
連結大阪與奈良的道稱為「奈良街道」。奈良與四日市連結的道路、886年（仁和2年）開通越過鈴鹿山的路徑、為近畿地方内伊勢國與畿内連繋的主要路徑、是壬申之亂時大海人皇子東進的路徑。
現在國道25號的路線於明治大正時代指定為國道。
1952年12月4日、大阪府大阪市北區 - 奈良縣奈良市的「奈良街道」為一級國道25號。奈良市東的「大和街道」1953年5月18日指定為二級國道163號大阪四日市線（大阪府大阪市北區 - 三重縣四日市市（諏訪交差點））的部份。
名阪國道建設、1963年4月1日、163號與名阪國道並行的奈良市 - 四日市市間編入25號、四日市市側為起點。163號縮小成大阪市 - 上野市（現伊賀市）。1965年4月1日、道路法改正成一級・二級別一般國道25號。
1975年4月1日、四日市市起點的國道1號諏訪交差點變更為國道23號大里町交差點。

## 重複區間
- 三重縣四日市市（大治田IC） - 三重縣龜山市（新所町交點）：國道1號
- 三重縣伊賀市（農人町交差點） - 三重縣伊賀市（西大手交點）：國道163號
- 三重縣伊賀市（西大手交差點） - 三重縣伊賀市（八幡交點）：國道422號
- 奈良縣天理市（勾田町交差點） - 奈良縣天理市（川原城町交點）：國道169號
- 奈良縣天理市（嘉幡町交點） - 奈良縣大和郡山市（橫田町交點）：國道24號
- 奈良縣生駒郡斑鳩町（龍田大橋交點） - 奈良縣北葛城郡王寺町（本町1丁目交點）：國道168號
- 大阪府柏原市（國分交點） - 大阪府大阪市北區（梅田新道交點）：國道165號
- 大阪府大阪市浪速區（大國交點） - 大阪府大阪市北區（梅田新道交點）：國道26號

## 通過市町村
- 三重縣
  - 四日市市 - 鈴鹿市 - 龜山市 - 伊賀市
- 奈良縣
  - 山邊郡山添村 - 奈良市 - 天理市 - 大和郡山市 - 生駒郡斑鳩町 - 生駒郡三鄉町 - 北葛城郡王寺町
- 大阪府
  - 柏原市 - 八尾市 - 大阪市（平野區 - 東住吉區 - 阿倍野區 - 天王寺區 - 浪速區 - 中央區 - 北區）

## 接續路線
名阪國道的IC参照名阪國道。
中部地方整備局管内（伊賀市以東）
- 三重縣
  - 國道23號（四日市市、起點）
  - 國道1號（四日市市起點 - 龜山市）
  - 國道306號、龜山IC - 東名阪自動車道（龜山市）
  - 國道163號・國道368號・國道422號（伊賀市）

近畿地方整備局管内（山添村以西）
- 奈良縣
  - 國道369號（奈良市）
  - 舊道的天理市川原城町為奈良縣奈良土木事務所管理
  - 國道169號（天理市、一部重複）
  - 國道24號（天理市 - 大和郡山市）
  - 郡山IC - 西名阪自動車道（大和郡山市）
  - 國道168號（生駒郡斑鳩町 - 北葛城郡王寺町）
  - 舊道を除き國土交通省奈良國道事務所奈良維持出張所管理

- 大阪府
  - 國道165號（柏原市 - 大阪市北區終點）
  - 國道170號（柏原市）
  - 國道170號繞道（八尾市）
  - 國道479號（限濱口方向接續）・國道309號（大阪市平野區）
  - 國道26號（大阪市浪速區 - 大阪市北區、終點）
  - 國道172號・國道308號（大阪市中央區）
  - 國道423號（大阪市北區）
  - 國道1號・國道2號・國道176號（大阪市北區終點）（※國道1號重複＝國道163號）
  - 國土交通省大阪國道事務所西大阪維持出張所管理

## 繞道
- 名阪國道
- 斑鳩繞道（工程中）
- 王寺繞道
- 浪速繞道

## 別名
- 奈良街道
- 御堂筋

## 關連項目
- 近畿地方道路一覽
- 酷道

## 外部連結
- 中部地方整備局 （页面存档备份，存于）
  - 北勢國道事務所 （页面存档备份，存于）
  - 三重河川國道事務所 （页面存档备份，存于）
- 近畿地方整備局（页面存档备份，存于）
  - 奈良國道事務所 （页面存档备份，存于）
  - 大阪國道事務所 （页面存档备份，存于）